# 윌프리드 로리에
앙리 샤를 윌프리드 로리에 경(프랑스어: Sir Henri Charles Wilfrid Laurier, GCMG, 1841년 11월 20일~1919년 2월 17일)은 캐나다의 정치인이다. 1896년~1911년 제7대 총리를 지냈다.
프랑스계로 퀘벡주에서 태어났다. 11세 때 스코틀랜드 이민자가 많이 모여 사는 지역의 학교에서 공부하며 영어를 배우고 영국계 문화에도 익숙해졌다. 몬트리올의 맥길 대학교에서 법학을 공부한 후 변호사 자격을 얻었다. 자유당 소속으로 1871년 퀘벡 주의회 의원으로 선출되었고, 1874년 연방 하원의원으로 선출되었다. 그는 당시로서는 드물게 영국계와 프랑스계 양쪽 교육을 두루 받은 인물로 하원 진출 후 영국계와 프랑스계의 통합에 노력하였다. 1885년 메티스인(프랑스계와 원주민의 혼혈인) 반란을 이끈 루이 리엘에 대한 관대한 처분을 요구하는 연설로 유명해졌다. 리엘은 그 해 사형당했지만, 로리에는 원칙을 지키고 높은 이상을 가진 인물로서 명성을 굳혔다.
그 사이 자유당 정권 시절에는 정부 여러 부처 장관을 지냈고, 야당 시절인 1887년 자유당 당수가 되었다. 1896년 선거에서 자유당은 큰 차이로 승리하여 그는 프랑스계로는 처음으로 캐나다의 총리가 되었다.
총리가 된 후 캐나다의 중요한 정치적 현안이던 정교 분리 문제, 영국·미국과의 관계 문제, 영국계와 프랑스계의 대립 문제 등에서 유연한 태도를 보이며 국민적 통합을 이끌어 냈다. 19세기에서 20세기로 넘어가는 시기에 총리를 지낸 그는 '20세기는 캐나다의 세기'이라는 슬로건으로 경제 개발에 앞장섰다. 대륙횡단철도를 개통시켜 많은 이민을 유치하고 미국과의 교역을 늘렸다. 영국과의 관계를 중시하였으나, 캐나다의 독자성을 확립하기 위해 노력하였다. 독립된 국가들로 이루어진 영국 연방이라는 개념은 이 때부터 형성된 것이다. 로리에는 그 경제 정책과 외교 정책으로 초기에는 많은 호응을 얻었으나, 차츰 대립을 불러일으켰다. 15년 넘게 총리로 재직하던 가운데, 1911년 총선을 맞이하였다. 이 선거에는 미국과의 자유무역 조약 문제가 큰 이슈였는데, 이에 대해서는 영국계와 프랑스계가 모두 부정적인 입장을 보였다. 총선에서 자유당은 대패하여 그는 총리직에서 물러났다. 그 후로도 계속 하원의원직과 자유당 당수직을 1919년 세상을 떠날 때까지 유지하였다. 15년여간 총리로 있으며, 캐나다에서 연속으로 가장 오랫동안 총리로 재직하였고, 31년여간 당수로 있으며 캐나다의 주요 정당에서 가장 오랫동안 당수로 지낸 인물로 남아 있다.
영국계와 프랑스계의 화합을 위해 평생을 힘쓴 그는 오늘날 캐나다 번영의 기틀을 마련한 인물로 존경받고 있다. 현재 5 캐나다 달러 지폐에 그의 얼굴이 그려져 있다.

## 서훈
- 1897년 세인트마이클앤드세인트조지 훈장 1등급(GCMG, 작위급 훈장)

## 역대 선거 결과
| 선거명      | 직책명                                  | 대수 | 정당          | 득표율   | 득표수  | 결과 | 당락                                |
| ----------- | --------------------------------------- | ---- | ------------- | -------- | ------- | ---- | ----------------------------------- |
| 1874년 선거 | 하원의원 (드럼몬드-아르타바스카 선거구) | 3대  | 캐나다 자유당 | 53.57%   | 1,786표 | 1위  | 드럼몬드-아르타바스카 하원의원 당선 |
| 1877년 선거 | 하원의원 (퀘벡 이스트 선거구)           | 3대  | 캐나다 자유당 | 54.62%   | 1,863표 | 1위  | 퀘벡 이스트 하원의원 당선           |
| 1878년 선거 | 하원의원 (퀘벡 이스트 선거구)           | 4대  | 캐나다 자유당 | 62.49%   | 1,946표 | 1위  | 퀘벡 이스트 하원의원 당선           |
| 1882년 선거 | 하원의원 (퀘벡 이스트 선거구)           | 5대  | 캐나다 자유당 | 57.70%   | 1,750표 | 1위  | 퀘벡 이스트 하원의원 당선           |
| 1887년 선거 | 하원의원 (퀘벡 이스트 선거구)           | 6대  | 캐나다 자유당 | 79.05%   | 2,622표 | 1위  | 퀘벡 이스트 하원의원 당선           |
| 1891년 선거 | 하원의원 (퀘벡 이스트 선거구)           | 7대  | 캐나다 자유당 | 단독후보 | 무투표  | 1위  | 퀘벡 이스트 하원의원 당선           |
| 1896년 선거 | 하원의원 (퀘벡 이스트 선거구)           | 8대  | 캐나다 자유당 | 76.00%   | 3,202표 | 1위  | 퀘벡 이스트 하원의원 당선           |
| 1896년 선거 | 하원의원 (서스캐처원 선거구)            | 8대  | 캐나다 자유당 | 46.06%   | 988표   | 1위  | 서스캐처원 하원의원 당선            |
| 1896년 선거 | 하원의원 (퀘벡 이스트 선거구)           | 8대  | 캐나다 자유당 | 단독후보 | 무투표  | 1위  | 퀘벡 이스트 하원의원 당선           |
| 1900년 선거 | 하원의원 (퀘벡 이스트 선거구)           | 9대  | 캐나다 자유당 | 81.33%   | 3,598표 | 1위  | 퀘벡 이스트 하원의원 당선           |
| 1904년 선거 | 하원의원 (퀘벡 이스트 선거구)           | 10대 | 캐나다 자유당 | 71.35%   | 3,524표 | 1위  | 퀘벡 이스트 하원의원 당선           |
| 1904년 선거 | 하원의원 (라이트 선거구)                | 10대 | 캐나다 자유당 | 61.39%   | 3,250표 | 1위  | 라이트 하원의원 당선                |
| 1908년 선거 | 하원의원 (퀘벡 이스트 선거구)           | 11대 | 캐나다 자유당 | 70.83%   | 3,764표 | 1위  | 퀘벡 이스트 하원의원 당선           |
| 1908년 선거 | 하원의원 (오타와 선거구)                | 11대 | 캐나다 자유당 | 26.53%   | 6,584표 | 1위  | 오타와 하원의원 당선                |
| 1911년 선거 | 하원의원 (퀘벡 이스트 선거구)           | 12대 | 캐나다 자유당 | 단독후보 | 무투표  | 1위  | 퀘벡 이스트 하원의원 당선           |
| 1911년 선거 | 하원의원 (쑬렁쥬 선거구)                | 12대 | 캐나다 자유당 | 53.64%   | 1,045표 | 1위  | 쑬렁쥬 하원의원 당선                |
| 1917년 선거 | 하원의원 (퀘벡 이스트 선거구)           | 13대 | 캐나다 자유당 | 92.53%   | 6,957표 | 1위  | 퀘벡 이스트 하원의원 당선           |